# Franciszek Morański
Franciszek Morański (ur. 2 października 1904 w Biedrzykowicach, zm. ?) – polski rolnik, poseł na Sejm PRL III kadencji.

## Życiorys
Uzyskał wykształcenie podstawowe, prowadził własne gospodarstwo rolne w Biedrzykowicach. Wstąpił do Zjednoczonego Stronnictwa Ludowego. W 1961 został posłem na Sejm PRL z okręgu Busko-Zdrój, w parlamencie zasiadał w Komisji Pracy i Spraw Socjalnych.